# Oomph!
Oomph! je německá industrial metalová/rocková skupina, která vznikla roku 1989 ve Wolfsburgu, kde se její členové setkali na Indie-Festivalu. Jejích hudební styl bývá často připodobňován ke stylu, také německých, Rammstein.

## Diskografie

### Alba
- 1992 – Oomph!
- 1994 – Sperm
- 1995 – Defekt
- 1996 – Wunschkind
- 1998 – Unrein
- 1999 – Plastik
- 2001 – Ego
- 2004 – Wahrheit oder Pflicht
- 2006 – GlaubeLiebeTod
- 2008 – Monster
- 2010 – Truth Or Dare
- 2012 – Des Wahnsinns fette Beute
- 2015 – XXV
- 2019 – Ritual
- 2023 – Richter und Henker

### Singly
- Ich bin du (1991)
- Der neue Gott (1993)
- Breathtaker (1993)
- Sex (1994)
- 3+1 (1994)
- Ice-Coffin (1995)
- Gekreuzigt (1998)
- Unsere Rettung (1998)
- Das weisse Licht (1999)
- Fieber (1999, feat. Nina Hagen)
- Supernova (2001)
- Niemand (2001)
- Augen auf! (2004)
- Brennende Liebe (2004, feat. L'Âme Immortelle)
- Sex hat keine Macht (2004)
- Gott ist ein Popstar (2006)
- Das letzte Streichholz (2006)
- Die Schlinge (2006, feat. Apocalyptica)
- Gekreuzigt 2006 (2006)
- Träumst du (2007, feat. Marta Jandová ze skupiny Die Happy)
- Wach auf! (2007)
- Labyrinth (2008)
- Sandmann (2009)

### Kompilační
- 1998 – 1991–1996: The Early Works
- 2006 – 1998–2001: Best of Virgin Years
- 2006 – Delikatessen (Best Of)
- 2007 – Delikatessen (Re-edice) (Best Of)

### Videa
- 1994 – Sex
- 1995 – Ice-Coffin
- 1998 – Gekreuzigt
- 1998 – Gekreuzigt Remix
- 1999 – Das Weisse Licht
- 1999 – Fieber (feat. Nina Hagen)
- 2001 – Supernova
- 2001 – Swallow
- 2001 – Niemand
- 2004 – Augen Auf!
- 2004 – Brennende Liebe (feat. L'âme Immortelle)
- 2004 – Sex hat keine Macht
- 2006 – Gott Ist Ein Popstar
- 2006 – Das letzte Streichholz
- 2006 – Die Schlinge (feat. Apocalyptica)
- 2006 – God Is A Popstar (anglická verze „Gott Ist Ein Popstar“)
- 2006 – Gekreuzigt 2006
- 2006 – The Power Of Love
- 2007 – Träumst Du (feat. Marta Jandová)
- 2007 – Wach auf! (součást soundtracku k filmu Alien vs Predator 2)
- 2008 – Labyrinth
- 2008 – Beim Ersten Mal Tut's Immer Weh
- 2009 – Sandmann
- 2023 - Wem Die Stunde Schlägt
- 2023 - Richter und Henker
- 2023 - Nur Ein Mensch

### VHS' a DVDs
- 1999 – Sex VHS
- 2001 – Ice-Coffin VHS
- 2004 – Das Weisse Licht VHS
- 2006 – Best Of Virgin Years 1998 – 2001

- 2007 – DVD Rohstoff (vyjde 20. července)

### Proma
- 1996 – Wunschkind
- 1996 – Wunschkind (Newspaper)
- 1998 – Unrein (9 Titel)
- 1998 – Unrein (14 Titel)
- 1999 – Plastik
- 2001 – Supernova
- 2001 – Niemand
- 2004 – Augen Auf!

### Remixy
- 1996 – Such A Surge – U Say I Will (Wunschkind–Mix)
- 1997 – Korn – Good God (Oomph! vs Such A Surge Mix)
- 1998 – Sin – Painful (Morphium Mix)
- 1998 – Witt – Und ich lauf (Oomph!-Mischung)
- 2000 – Such A Surge – Silver Surger (Oomph! Remix)
- 2000 – Keilerkopf – Keilerkopf 1 (Oomph! Remix)
- 2000 – De/Vision – Freedom (Oomph! Remix)
- 2000 – Farmer Boys – Here Comes The Pain (Oomph! Remix)
- 2000 – Rauhfaser – Sheila (Oomph! Remix)
- 2000 – Keilerkopf – Traumschloss (Oomph! Remix)
- 2001 – Herzer feat. Dero – Monochrom
- 2001 – Herzer – Monochrom (OOMPH! Remix)
- 2002 – Keilerkopf – Hülle
- 2002 – Witt – Supergestört und Superversaut (Oomph! Remix)
- 2003 – And One – Krieger (Supersoft-Mischung)